# شيمانه (محافظة)
محافظة شيمانه (باليابانية: 島根県، شيمانه-كن) إحدى محافظات اليابان، تقع في منطقة تشوغوكو، جنوب جزيرة هونشو. عاصمتها مدينة ماتسويه.

## مواقع سياحية
- منجم إوامي غينزان للفضة

## توأمة
لشيمانه (محافظة) اتفاقيات توأمة مع كل من:
- غيونغسانغ الشمالية (6 أكتوبر 1989 - )[5]
- نينغشيا (6 أكتوبر 1993 - )[5]
- جيلين (13 يونيو 1994 - )[5]
- بريمورسكي كراي (24 أكتوبر 1991 - )[5]

## أعلام
- تاكانوري إيكيدا
- توشيو فوكوي
- جونكإ كاناياما
- تشولهوان أونو
- إيزاو أوكازاكي